# 星美传媒
星美传媒集团有限公司（英文：SMI CORPORATION），是中国大陆一家知名娱乐公司，成立于2001年9月，自成立以来通过进行整合发展现已发展为中国电影、院线和经纪等行业主要的企业之一。

## 北京星美千易文化经纪有限公司
星美千易是中国大陆主要的艺人经纪公司，成立于2010年，董事长为常继红。

### 历史
- 知名经纪人常继红1992年创立的千易经纪，之后和海润影视展开合作，更名海润千易经纪。
- 2010年，由于海润影视和常继红之间理念方面不和，而后常继红和星美传媒合作，成立星美千易文化经纪公司[2]。

### 艺人
| - 蒋雯丽 - 王珞丹 - 刘烨 - 李小冉 - 余少群 - 宁静 (已離開) - 蒲巴甲 | - 周一围 (已離開) - 梁静 - 黄轩 - 张鲁一 - 于洋 - 林家川 - 李梦 | - 费振翔 - 何杜娟 - 屈菁菁 - 王匡 - 孟召重 - 赵伊 - 施雨琪 |

## 星美影业有限公司
星美影业有限公司成立于2002年，是中国大陆主要的民营电影公司之一。
2002年
- 《极地营救》（张建亚導演，邵兵、顿珠多吉、莫文蔚等）

2005年
- 《青红》（王小帅導演，高圆圆、李滨、秦昊、姚安濂）
- 《如果·爱》（陈可辛導演，周迅、金城武、张学友）

2007年
- 《投名状》（陈可辛導演，李连杰、刘德华、金城武）

2008年
- 《左右》（王小帅導演，刘威葳、余男、张嘉译	）

2009年
- 《南京！南京！》（陆川導演，刘烨、高圆圆）
- 《爱有来生》（俞飞鸿導演，俞飞鸿、段奕宏）
- 《我的唐朝兄弟》（杨树鹏導演，胡军、姜武、王晓、于小磊）

2010年
- 《三笑之才子佳人》（郭德刚、刘观伟導演，郭德纲、姚笛、刘蓓、于谦）
- 《无人驾驶》（张杨導演，刘烨、高圆圆、李小冉）
- 《赵氏孤儿》（陈凯歌導演，葛优、王学圻、黄晓明）

2011年
- 《神奇侠侣 》（ 谷德昭導演，古天乐、吴君如	）
- 《最爱》（顾长卫導演，郭富城、章子怡	）
- 《武侠》（陈可辛導演，甄子丹、金城武、汤唯、李小冉）

2012年
- 《新天生一对》（朱延平導演，周渝民、陈嘉桦、杨幂、小小彬）
- 《杀生》（	管虎導演，黄渤、任达华、余男、苏有朋）
- 《37》（	陈国新導演，刘晓庆、杨采妮、林妙可）
- 《血滴子》（刘伟强導演，黄晓明、阮经天、李宇春）
- 《王的盛宴》（陆川導演，刘烨、吴彦祖、张震）
- 《玛德二号》（朱家麟導演，黄晓明、徐若瑄、曾志伟、杨幂）

2013年
- 《中國合夥人》（陳可辛導演，黃曉明、鄧超、佟大為）

2014年
- 《黃金時代》（許鞍華導演，湯唯、馮紹峰、郝蕾、袁泉）

## 电影院
星美传媒旗下电影院主要由星美国际影院有限公司和中影星美电影院线有限公司组成，是中国大陆主要的院线之一。

### 中影星美电影院线有限公司
中影星美电影院线有限公司成立于2002年，是由国有的中国电影集团和星美传媒合资组建而成。现有900多块银幕，签约影院170多家。

### 星美国际影院有限公司
星美国际影院有限公司成立于2003年，现有有200多块荧幕，40多家影城。

## 星美国际集团有限公司
星美国际集团有限公司是星美传媒旗下在香港上市公司，股票代码港交所：00198，已退市，主要经营影院，影视制作与发行等。

## 星美今晟影视城
北京星美今晟影视城管理有限公司主要管理星美今晟影视城拍摄制作和影视文化旅游等经营，影视城是通过收购飛騰影視城更名而来，占地380余亩，城内建筑面积达13,590平方米，可以进行电影电视剧拍摄。

## 外部連結
- 星美传媒官方網站
- 中影星美电影院线有限公司官方網站 （页面存档备份，存于）
- 星美国际影院有限公司官方網站